# توماس ستاينباك
توماس ستاينباك (بالإنجليزية: Thomas Steinbeck)‏ (2 أغسطس 1944، نيويورك في الولايات المتحدة - 11 أغسطس 2016، سانتا باربارا في الولايات المتحدة)؛ كاتب وروائي أمريكي.

## روابط خارجية
- توماس ستاينباك على موقع IMDb (الإنجليزية)